# Madeleine Sylvester-Davik
Madeleine Sylvester-Davik (* 21. Oktober 2005) ist eine norwegische Skirennläuferin.

## Karriere
Sylvester-Davik gab ihr internationales Renndebüt am 19. Oktober 2021 bei einem Rennen der FIS-Entry-League in der Oslo Indoor Skiing Arena. Ihr erstes internationales Großereignis bestritt sie 2023 beim Europäischen Olympischen Winter-Jugendfestival in der Region Friaul-Julisch Venetien. Bis zu diesem Zeitpunkt hatte sie hauptsächlich an FIS-Rennen in Skandinavien teilgenommen. Bei den in Tarvis ausgetragenen Alpinwettbewerben belegte sie im Super-G und Riesenslalom jeweils den 7. Platz.
Bei den Juniorenweltmeisterschaften 2024 im Département Haute-Savoie gewann Sylvester-Davik die Goldmedaille im Mannschaftswettbewerb.
Am 28. Dezember 2024 gab Sylvester-Davik beim Riesenslalom am Semmering ihr Weltcupdebüt, wobei sie sich jedoch nicht für den zweiten Durchgang qualifizieren konnte. Bereits eine Woche später in Kranjska Gora konnte sie ihre ersten Weltcuppunkte gewinnen.

## Erfolge

### Weltcup
- Eine Platzierung unter den besten 20

### Juniorenweltmeisterschaften
- Haute-Savoie 2024: 1. Mannschaft, 9. Super-G, DNF Riesenslalom, DNF Slalom, DNF Alpine Team Kombination

### Europacup
- 5 Platzierungen unter den besten 10

### Europäisches Olympisches Winter-Jugendfestival
- Tarvis 2023: 7. Super-G, 7. Riesenslalom, DNF Slalom

### Weitere Erfolge
- 11 Siege bei FIS-Rennen